# Acakyra
Acakyra är ett släkte av skalbaggar som ingår i familjen långhorningar.

## Arter
- Acakyra iaguara
- Acakyra laterialba
- Acakyra nigrofasciata
- Acakyra ocellata